# Мушетешть (комуна, Арджеш)
Мушетешть, Мушетешті (рум. Mușătești) — комуна у повіті Арджеш в Румунії. До складу комуни входять такі села (дані про населення за 2002 рік):
- Боловенешть (3 особи)
- Валя-Мусчелулуй (148 осіб)
- Валя-Фаурулуй (165 осіб)
- Валя-луй-Маш (117 осіб)
- Вилсенешть (431 особа) — адміністративний центр комуни
- Костешть-Вилсан (675 осіб)
- Мушетешть (669 осіб)
- Просія (69 осіб)
- Робая (773 особи)
- Строєшть (1164 особи)

Комуна розташована на відстані 132 км на північний захід від Бухареста, 36 км на північ від Пітешть, 122 км на північний схід від Крайови, 83 км на південний захід від Брашова.

## Населення
За даними перепису населення 2002 року у комуні проживали 4214 осіб.
Національний склад населення комуни:
| Національність | Кількість осіб | Відсоток |
| -------------- | -------------- | -------- |
| румуни         | 4205           | 99,8%    |
| цигани         | 9              | 0,2%     |

Рідною мовою назвали:
| Мова      | Кількість осіб | Відсоток |
| --------- | -------------- | -------- |
| румунська | 4204           | 99,8%    |
| циганська | 10             | 0,2%     |

Склад населення комуни за віросповіданням:
| Релігія       | Кількість осіб | Відсоток |
| ------------- | -------------- | -------- |
| православні   | 4174           | 99,1%    |
| п'ятдесятники | 18             | 0,4%     |
| лютерани      | 14             | 0,3%     |
| бретрени      | 7              | 0,2%     |
| реформати     | 1              | < 0,1%   |

## Зовнішні посилання
- Дані про комуну Мушетешть на сайті Ghidul Primăriilor